# Horšovský Týn
Horšovský Týn é uma cidade checa localizada na região de Plzeň, distrito de Domažlice. Ela fica às margens do Rio Radbuza, a cerca de 40 km da capital regional, Plzeň.